# Lac Saint-Charles
Pour les articles homonymes, voir Saint-Charles.
Le lac Saint-Charles est un lac situé au nord de la ville de Québec, dans la province de Québec, au Canada. Il est situé en partie dans l'arrondissement de La Haute-Saint-Charles de la ville de Québec (soit la partie ouest), et en partie dans la municipalité de Stoneham-et-Tewkesbury (soit la partie est).
La rivière Saint-Charles est principalement alimentée par ce lac. Il est une des plus importantes sources d'eau potable de la région. Situé à moins de 20 minutes du centre-ville de Québec, ce lac est un important habitat naturel pour les résidents de la région de Québec. Lac-Delage et l'arrondissement de Charlesbourg administrent également une partie de son bassin versant.
Le lac Saint-Charles est desservi du côté Est principalement par le chemin de la Grande Ligne et du côté ouest par le chemin du Lac-Saint-Charles pour les besoins des activités récréotouristiques et de la foresterie.
La surface du lac Saint-Charles est généralement gelée de début décembre à fin mars; la circulation sécuritaire sur la glace se fait généralement de fin décembre à début mars.

## Géographie

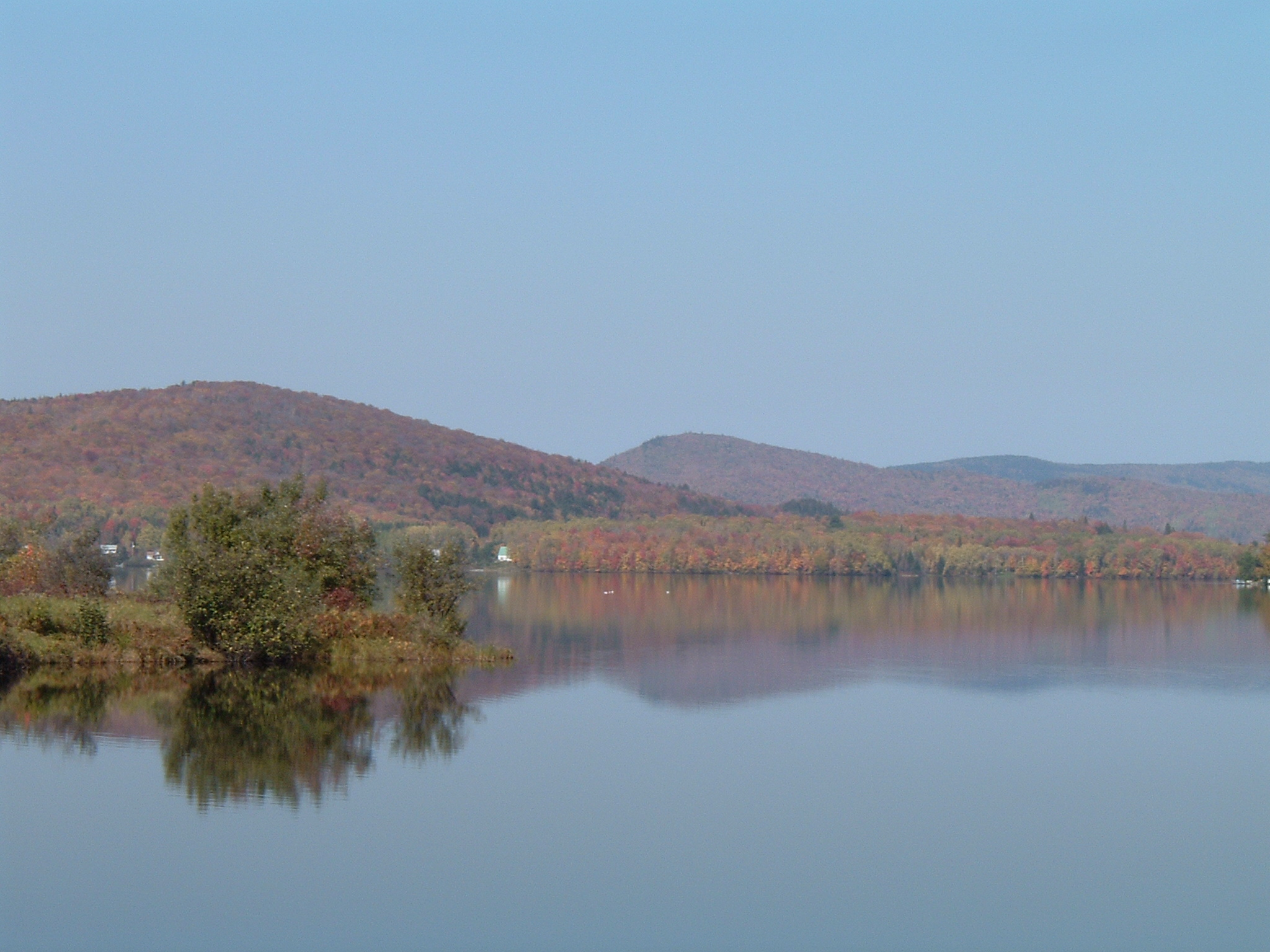
Le lac Saint-Charles.

La ville de Québec, par l'arrondissement de La Haute-Saint-Charles, et les cantons-unis de Stoneham-et-Tewkesbury, sont les municipalités riveraines du lac. Lac-Delage et l'arrondissement de Charlesbourg administre également une partie de son bassin versant.
Le barrage Cyrille Fraser Delâge rehausse le niveau du lac Saint-Charles, car celui-ci constitue le réservoir pour l'approvisionnement en eau de l'usine de traitement de l'eau potable de la ville de Québec. Érigé à la sortie du lac en 1934, celui-ci fut remplacé en 1948 et le lac rehaussé de nouveau. Du fait de ce barrage, les basses terres avoisinantes ont été submergées sur des largeurs allant jusqu'à 50 m. De nos jours, le niveau du lac est plus élevé qu’à l'origine d’environ 2 m. Cette mise en eau a donc bouleversé l’équilibre physique et biologique en modifiant la morphométrie du lac, en amenant un apport massif de sédiments et en créant périodiquement un déficit en oxygène important sur la moitié de la colonne d'eau. Une nouvelle problématique est apparue au lac Saint-Charles à l’automne 2006 lorsque la présence d’algues bleues, ou cyanobactéries, a été détectée. Les causes de ce phénomène sont présentement à l'étude mais des actions ont déjà été entreprises pour limiter les apports en phosphore. 
Le lac Saint-Charles possède un bon potentiel récréotouristique. Des randonnées guidées en rabaska sont offertes pour découvrir le lac et de nombreuses personnes en profitent chaque année. La location d'embarcations (canots, kayaks, chaloupes, pédalos) est également possible, que ce soit pour des randonnées ou pour la pêche au grand brochet. De plus, quelques sites aux abords du lac présentent un fort potentiel archéologique, notamment dans le secteur de la baie Charles-Talbot.
Le lac est le point de départ du Parc linéaire des rivières Saint-Charles et du Berger.

## Caractéristiques

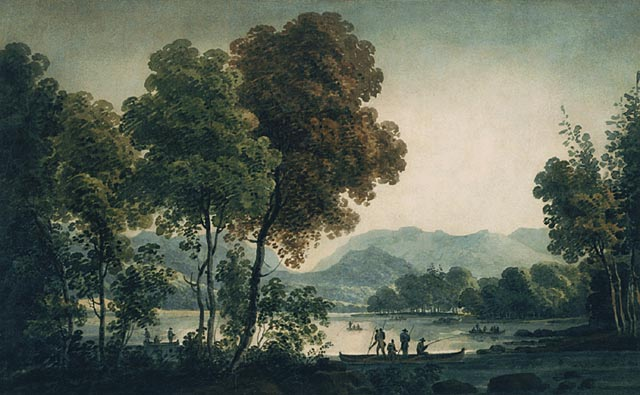
Le lac Saint-Charles vers 1800 par George Heriot.

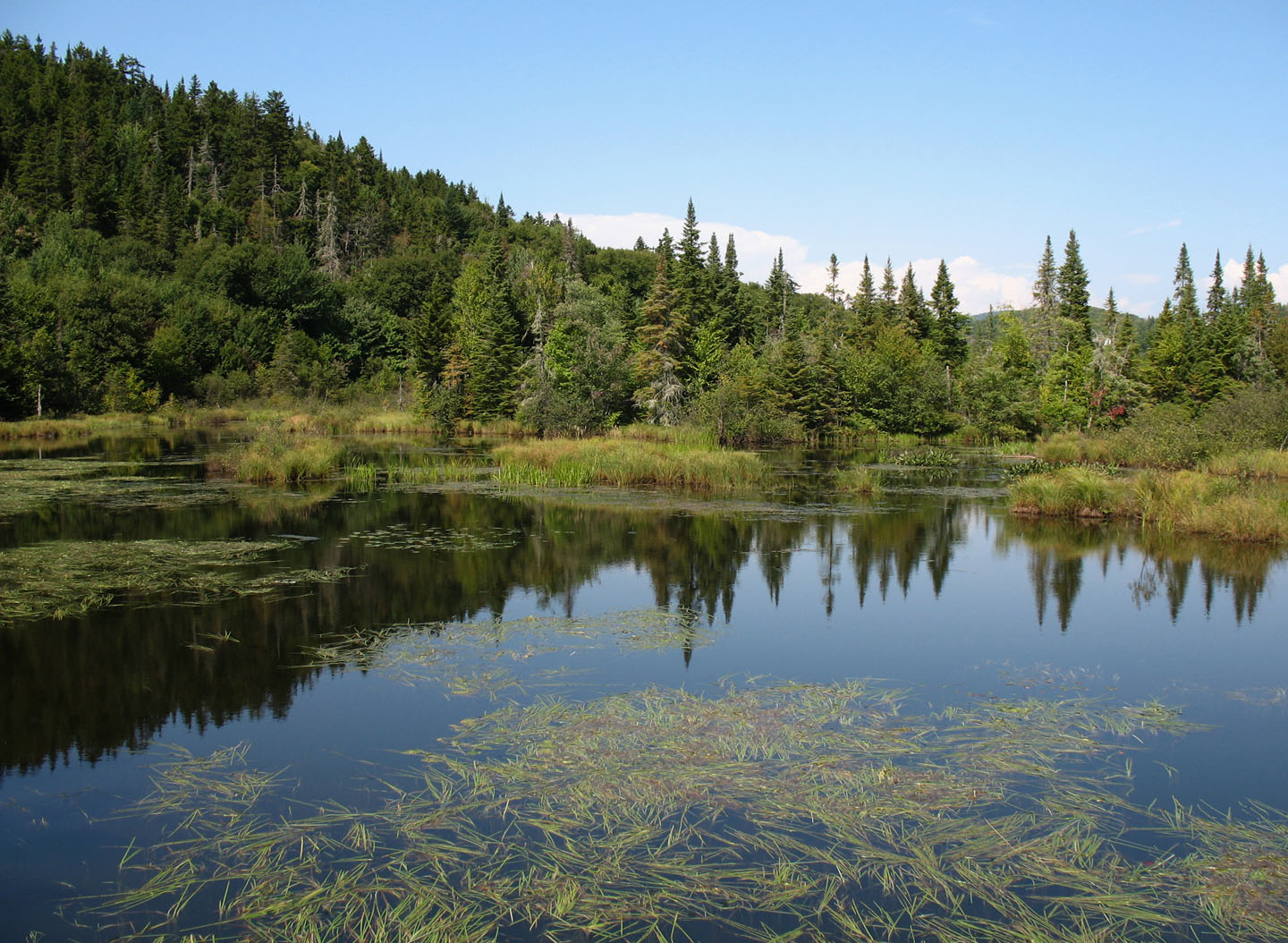
Réserve naturelle des Marais-du-Nord.

- Forme : le lac Saint-Charles présente deux bassins (nord et sud) lui conférant une forme de « 8 »
- Superficie du lac : 3,6 km2
- Longueur maximale : 5,5 km dans un axe nord-sud
- Profondeur maximale : 17,5 m (dans son bassin nord)
- Volume : 15 millions de mètres cubes
- Superficie du bassin versant : 170 km2

## Tributaires
- Rivière des Hurons
- Décharge du lac Delage
- Ruisseau Talbot
- Ruisseau Courte-Botte

## Hommages toponymiques
- L'avenue Lapierre portait, auparavant, le toponyme de chemin du Lac Saint-Charles avant 1958 dans l'ancienne municipalité de Saint-Émile.

- La rue Élisabeth-II portait, auparavant, le toponyme de route du Lac-Saint-Charles avant 1958, dans la ville de Québec.

- L'ancienne municipalité de Lac-Saint-Charles, et maintenant quartier de la ville de Québec , a été nommée en l'honneur du lac qui près de la municipalité.